# Схаутен, Йерди
Йе́рди Сха́утен (нидерл. Jerdy Schouten; род. 12 января 1997, Хеллевутслёйс, Южная Голландия) — нидерландский футболист, полузащитник клуба ПСВ и сборной Нидерландов. Бронзовый призёр чемпионата Европы 2024.

## Клубная карьера
Схаутен — воспитанник футбольной академии клуба АДО Ден Хааг. 10 декабря 2016 года против НЕК дебютировал в Эредивизи. Летом 2017 года Схаутен перешёл в «Телстар» для получения игровой практики. 18 августа в матче против «Эйндховена» он дебютировал в Эрстедивизи. 3 ноября в поединке против «Гоу Эхед Иглз» Йерди забил свой первый гол за «Телстар». Летом 2018 года Схаутен присоединился к роттердамскому «Эксельсиору». 11 августа в матче против ситтардской «Фортуны» он дебютировал за новую команду. 18 января 2019 года в поединке против «Витесса» Йерди забил свой первый гол за «Эксельсиор».
Летом 2019 года Схаутен перешёл в итальянскую «Болонью». Сумма трансфера составила 3 млн. евро. 6 октября в матче против «Лацио» он дебютировал в итальянской Серии A. 20 марта 2021 года в поединке против «Кротоне» Йерди забил свой первый гол за «Болонью».
16 августа 2023 года перешёл в ПСВ, подписав пятилетний контракт.

## Достижения
ПСВ
- Чемпион Нидерландов: 2023/24, 2024/25
- Обладатель Суперкубка Нидерландов: 2025

## Статистика

### Матчи Схаутена за сборную Нидерландов
| Матчи Схаутена за сборную Нидерландов | Матчи Схаутена за сборную Нидерландов | Матчи Схаутена за сборную Нидерландов | Матчи Схаутена за сборную Нидерландов | Матчи Схаутена за сборную Нидерландов | Матчи Схаутена за сборную Нидерландов |
| ------------------------------------- | ------------------------------------- | ------------------------------------- | ------------------------------------- | ------------------------------------- | ------------------------------------- |
| №                                     | Дата                                  | Соперник                              | Счёт                                  | Голы Схаутена                         | Соревнование                          |
| 1                                     | 8 июня 2022                           | Уэльс                                 | 2:1                                   | —                                     | Лига наций УЕФА 2022/2023             |
| 2                                     | 18 ноября 2023                        | Ирландия                              | 1:0                                   | —                                     | Чемпионат Европы 2024 (отбор)         |
| 3                                     | 26 марта 2024                         | Германия                              | 1:2                                   | —                                     | Товарищеский матч                     |

Итого: 3 матча / 0 голов; 2 победы, 0 ничьих, 1 поражение.